# Miedzno (powiat słupski)
Miedzno (kaszb. Grańczni Dwór, niem. Grenzhof) – osada leśna śródleśna w Polsce położona w województwie pomorskim, w powiecie słupskim, w gminie Kobylnica na Równinie Słupskiej.
W latach 1975–1998 miejscowość administracyjnie należała do województwa słupskiego.

## Nazwa
Nazwa miejscowości jest tzw. chrztem nazewniczym i ma charakter pseudokulturowy. Powstała przez dodanie do nazwy pospolitej miedza formantu -no, stanowiąc tym samym częściową kalkę pierwotnej nazwy niemieckiej Grenzhof, o charakterze kulturowym, złożonej z dwóch członów-nazw pospolitych Grenze „granica” i hof „zagroda, folwark”.
Rada Języka Kaszubskiego proponuje opartą na polskiej kaszubską formę nazwy Miedzno.